# Karl Johan Spoof
Karl Johan Spoof, född 1773 i Paldamo socken i Österbotten, död 1808 i Torneå, var en svensk militär. 
Spoof deltog i Gustav III:s ryska krig 1788–90, tjänade sedermera någon tid i Pommern och erhöll fältväbels grad. År 1808, efter slaget vid Lappo, upprättade han tillsammans med Johan Jacob Roth en på militäriskt sätt inövad strövkår av bönder, vilken länge efter den svenska arméns återtåg mot Österbotten i trakterna av Näsijärvi och Ruovesi företrädesvis sjöledes uppsnappade ryssarnas ammunitions- och spannmålstransporter samt därigenom bringade hela ryska hären i stor fara. I de ryska generalernas rapporter gick Spoof under benämningen "general Spuff", liksom Roth kallades "amiral Rutt", men nådde i själva verket inte högre rang än underofficers. Han återgick sedermera till armén.